# Ilex wattii
Ilex wattii är en järneksväxtart som beskrevs av Ludwig Eduard Loesener. Ilex wattii ingår i släktet järnekar, och familjen järneksväxter. Inga underarter finns listade i Catalogue of Life.